# Purba Julu
Purba Julu is een bestuurslaag in het regentschap Mandailing Natal van de provincie Noord-Sumatra, Indonesië. Purba Julu telt 359 inwoners (volkstelling 2010).